# Llista de noms vulgars d'estels a les Illes Balears
Noms vulgars de les estrelles a les Illes Balears:
- Les Cabrelles, boldró de set estels i una multitud d'estels més petits.
- Camí de Sant Jaume, la Via Làctia.
- Els Deiols, constel·lació formada per tres estels.
- L'Estel de l'Auba. Venus, que, a vegades, es pot confondre amb Sírius.
- Girant: és el moment que la Lluna passa de nova a vella o també de vella a nova.
- Les Tres Maries, una part dels Deiols.
- Tres Reis Mags d'Orient, també anomenades ses Tres Maries, el Cinturó d'Orió.

Es coneixen els versos:
"Madona sortiu, veureu
es Deiols i ses Cabrelles,
ses Guardes que van amb elles
i també la Vera-Creu".